# Germinální centrum

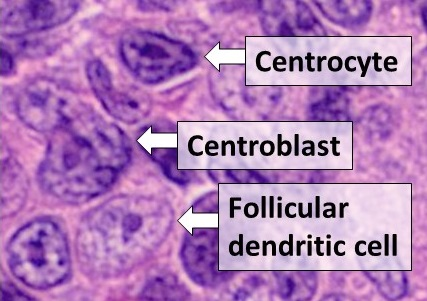
Germinální centrum v detailu a popsané

Germinální centrum (lat. centrum germinalis; ang. germinal center, GC nebo také zárodečné centrum) je kompartmentem sekundárních lymfatických orgánů – sleziny, lymfatických uzlin. Germinální centra byla poprvé popsána Waltherem Flemmingem v roce 1884 jako odlišné oblasti sekundárních lymfatických orgánů s výskytem dělících se buněk. Tato specifická mikroanatomická struktura je místem klonální expanze B buněk, probíhá zde somatická hypermutace a afinitní selekce, díky níž dokází k produkci vysokoafinitních protilátek. Germinální centra se obecně dají označit za místa s vysokou buněčnou dynamikou.

## Charakteristika
Gerimnální centrum je místem afinitní maturace.
Imunitní systém reaguje na různé antigeny velice specificky a s vysokou afinitou pomocí produkce imunoglobulinů (Ig). Specifita a vysokoafinita je zajištěná klonální selekcí a VDJ rekombinací Ig. Ve struktuře GCs probíhá masivní somatická hypermutace (rekombinantní třídní přesmyk) i selekce na bázi afinity. Ke vzniku GCs dochází asi týden po expozici antigenu ve středu sekundárních lymfatických orgánů v B buněčné zóně.
Pomocí barvení běžnými histologickými metodami byla GCs rozdělena na „tmavé“ a „světlé“ zóny – výrazně rozlišitelné tmavé a světlé zóny jsou znakem pro nejzralejší (maturované) GCs. B-lymfocyty, které proliferují, jsou převážně v tmavé zóně, oproti tomu antigen je vystavován na síti folikulárních dendritických buněk (FDCs) ve světlé zóně. Z nejnovějších poznatků vyplývá, že B buňky mezi oběma zónami migrují, navíc se dostávají do kontaktu i s pomocnými T-lymfocyty (T helper cells), které GCs reakci podporují a kontrolují. GCs nejsou jasně ohraničená místa se stálou populací buněk, právě naopak – jsou to velice otevřené struktury s vysokou dynamikou.
Vzhledem k dějům, které v tomto mikroprostředí probíhají, se předpokládá vliv GCs na autoimunitní onemocnění a vznik patogenních protilátek.

### Buňky GCs
Sekundární lymfoidní orgány za běžných podmínek obsahují naivní B buňky.
- B-lymfocyty – po stimulaci antigenem a somatické hypermutaci produkují vysokoafinitní protilátky a zajišťují tak humorální imunitní odpověď proti antigenu. Jsou majoritní buněčnou populací v GCs. GCs B buňky mohou být identifikovány expresí vysokých hladin Fas a n-glycolylneuraminic acid (ligand pro protilátku GL-7).[9]
- Folikulární dendritické buňky (FDCs) – jejich hlavním úkolem je vytvářet podpůrnou síť a vystavovat antigen na svém povrchu (antigen zde může být uchováván více než rok).[10]
- Folikulární pomocné T lymfocyty - označované jako T folikulární pomocné buňky (T follicular helper (Tfh) cells)[11] – minoritní buněčná populace, esenciální pro afinitní maturaci B lymfocytů[12].